# Xindiraad
De Xindiraad is een fictieve organisatie in Star Trek (vooral binnen Star Trek: Enterprise, een van de series) en werd in de 21e eeuw opgericht door de Xindi, een naam voor de zes intelligente rassen die op de planeet Xindus evolueerden. Door een oorlog werd die planeet verwoest (waarbij een van de soorten, de Aviaten, uitstierf) en werd de Raad opgericht om een nieuwe thuisplaneet voor de Xindi te selecteren.
Aan het einde van de jaren 40 van de 22e eeuw gaf de Raad toestemming voor de bouw van een superwapen dat de Aarde moest vernietigen, omdat zij onterecht dachten dat de mensheid de Xindi in de toekomst zou vernietigen. Dit werd hen wijsgemaakt door een factie binnen de Temporale Koude Oorlog, de "bolbouwers". Het prototype van dit wapen doodde in 2153 zeven miljoen mensen. Daarop werd door Starfleet de USS Enterprise NX-01 ingezet om de Xindi op te sporen. De insectoïden en de reptielachtigen wilden de Enterprise vernietigen, maar de vertegenwoordigers van de overige drie rassen niet.
De Raad werd opgeheven in februari 2154, nadat de insectoïden en de reptielachtigen het superwapen stalen zonder toestemming van de primaten, de arborealen (een soort die lijkt op Luiaards) en het aquatische ras, die overtuigd waren van Jonathan Archers bewijs dat de mensheid geen bedreiging vormde.
De Raad bestaat uit twee afgevaardigden van ieder ras. Begin 2154 (voor het uiteenvallen) is de samenstelling van de belangrijkste afgevaardigden als volgt:
- Arborealen: Jannar
- Aquatisch ras: Kiaphet Amman'sor
- Insectoïde: Persoon met een onuitspreekbare naam
- Primaten: Degra
- Reptielachtigen: Dolim